# 热尔图加共和国

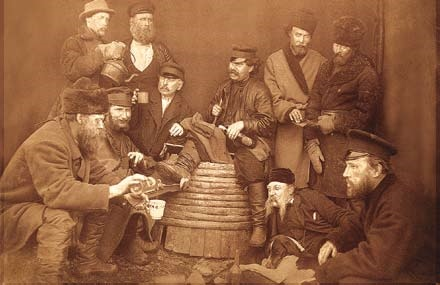
热尔图加共和国的领导人

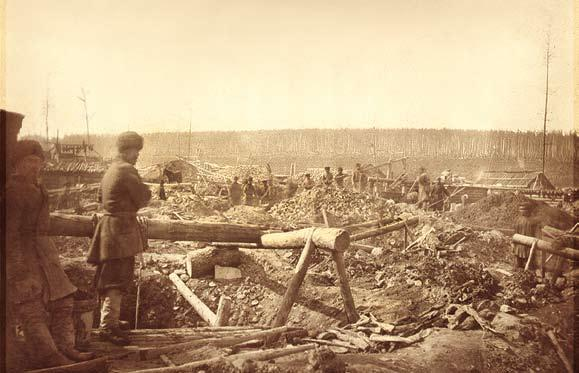
热尔图加共和国的矿工在探矿

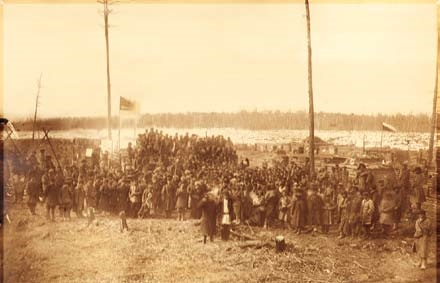
热尔图加共和国的矿工集会

热尔图加共和国（俄语：Желтугинская республика），又译哲尔图加共和国、极尔图加共和国、极尔吐加共和国、什都喀共和国等，亦称作热尔图京斯卡雅采金业共和国，是指1883年至1886年间，黑龙江热尔图加河地区（又称老沟，在今黑龙江省大兴安岭地区漠河市，特別是在今日也稱金沟林场的西林吉镇金沟村一帶），以沙俄冒险家谢列特金为首的一个共和国。被誉为“阿穆尔的加利福尼亚”（Амурская Калифорния），意指其可与美国加利福尼亞淘金潮相媲美。1886年，热尔图加共和国被清军消灭。

## 名称
热尔图加共和国得名于黑龙江右岸支流额木尔河上游支流热尔图加河，热尔图加河发源于额尔古纳河以东治吉察山支脉元宝山:993。热尔图加共和国位于热尔图加河支流孝辨河口附近，今称漠河金矿。热尔图加河又译什都哈河、什都喀河、极尔吐加河、极而吐加河、泽尔陀加河、什都克河、耶尔都恪河、热勒图加河等。“热尔图加”源于鄂伦春语“阿爾泰”一词，又译作“阿勒泰”、“阿勒坦”、“热勒塔”、“塞尔特”、“日勒特”等，意为“金山”。

## 背景
远在沙皇政府考虑在它的亚洲国界上实施有效的经济监管之前，黄金交易已经成为边境经济发展中的重要因素。在19世纪的最后20年，黄金的发现引发了奔向黑龙江的热潮，从而促使几千名中产阶级寻富者、“捕猎者”、农民和流浪者来到这里碰运气。他们或是来自邻近地区，或是来自俄罗斯和中国的其他地区，有的甚至来自其他国家。淘金者沿着界河两岸开挖，不分国籍。在1880年代，满洲地区最北部吸引了几百名来自黑龙江地区的俄罗斯人。他们穿过河流，加入河岸上的淘金活动，身边不远处就是中国矿工。
自1883年起始，大批俄国人在中国热尔图加河上发现黄金宝藏的消息的驱使和俄国官方的鼓动和庇护下，越过黑龙江，在漠河地区开采金矿，从而形成一个秘密的“黄金殖民地”，即热尔图加共和国的前身。漠河位于今黑龙江省西北端，与俄国隔江相望，此地藏金最富，自清初以来就被誉为“东金山”，又号称“金穴”，清政府与沙俄签订《瑷珲条约》和《北京条约》后，黑龙江以北的黄金产地被沙俄取得，并且继续施用各种手段，控制黑龙江以南的产金之地，漠河地区是其所觊觑的目标之一。据载，1883年俄国人谢列特金等人探知漠河地区金藏丰富的消息后，随即召集大批俄国人越境前来开采。为使采金活动得到保证，各方组织会议，成立采金事务所，由谢列特金任事务所总首领。

## 国旗
热尔图加共和国国旗为黄黑双色旗，黄色象征黄金，黑色象征土地。颜色可能源自用于庆典的黑黄白俄罗斯皇家旗。

## 行政
热尔图加共和国的行政机关为办事处，负责施行公议会决策，征收捐稅。
百万街是共和国的主要街道，政厅即位于百万街中段，有11面窗户，政厅前有1只吊钟，两侧有2门铁炮，右侧为茅屋教堂，左侧为仓库，底下有火药库。
共和国重要事务由包括全体矿工在内的住民大会决定，通常在鹰场中心举行。1884年12月，住民大会选举出共和国最高首领，称为长老，并按冬舍数分为5个区，其中4个俄罗斯人区，1个中国人区，各区选举2名工头代表，称为区长，辅佐长老。矿工分为几百个工作组，每组10人至15人不等。至1885年，已有700多个工作组。长老月薪400卢布，区长月薪200卢布:141。
| 称呼       | 职官   | 职官   | 职官     | 职官   | 职官   | 职官   | 职官   | 职官   | 职官   | 职官   | 职官   |
| 官称       | 总办   | 会办   | 提调     | 翻译   | 文案   | 收支   | 发审   | 统领   | 稽查   | 教习   | 矿师   |
| 俗称       | 老总   | 帮忙   | 大当家   | 通事   | 管档   | 账房   | 老爷   | 副爷   | 包打听 | 先生   | 把头   |
| 西方人称呼 | 大总统 | 副总统 | 国务总理 | 外务官 | 秘书官 | 财政官 | 司法官 | 路军官 | 巡警官 | 学务官 | 实业官 |

### 领导人
共和国的领导人通过选举产生，更迭很快。有记载的领导人包括:242–5：
- 阿道夫·卡尔洛维奇·法斯：真名卡尔·法西，意大利人，于1885年3月在俄罗斯伊格纳希诺被捕。
- 萨哈罗夫：原电报员。
- 帕维尔·普罗库宁：最后的几位领导人之一，原律师，来自戈利岑家族，后被矿工罢免。

## 立法
热尔图加共和国的立法机关为公议会，负责制定法律，全体矿工通过公议会行使立法权和决议权。公议会制定的法律共有二十条条款，主要侧重惩罚分配。
公议会首任会长为工党人士林超，系建义侯林兴珠后裔，原为采参把头。

## 司法
热尔图加共和国的司法机关为裁判所。
裁判所的刑罚分为杖刑、绞刑二等，其中杖刑包括使用棍棒的杖刑、使用普通鞭子的鞭刑、使用荆棘条（带刺的鞭子）的笞刑。如果长老和区长犯罪，则免职后再交由裁判所处治:141。
偷竊者判处笞刑500下，禁酒范围内公开醉酒者判处鞭刑100下，㚻姦者、被指控犯有“非自然恶习和罪行”的其他罪犯、醉酒时携带武器者、制造假金砂者、在共和国境内无正当理由开枪者判处鞭刑500下，未经明确许可将女性带入共和国境内者判处杖刑400下，抵押工作工具者判处杖刑300下，夜间发出巨大噪音者判处杖刑200下:141。

## 军事
热尔图加共和国组建有一支150人的武装。
矿区内辟有道路，行道树上钉有指路木牌，每20公里设有1座更棚，由2名步兵驻守，2名马兵沿矿区道路巡逻。

## 经济
热尔图加共和国的补给最早主要来自伊格纳希诺、阿木萨拉等沿边俄屯:238。随着人口增长，开始与海兰泡、外貝加爾州、伊爾庫茨克、葉拉夫納區、尼布楚、赤塔等地的商人和住民往来经商。从1884年开始，老沟金矿已招工4000余名，造屋700余间，立窑500余所，工商列居，俨然一座重镇。
共和国以百万街为中心，沿街有面包店、酒店、旅馆、澡堂、游戏场、动物园、乐队、剧院等150多家店铺和娱乐场所，包括“新华”、“俄罗斯”、“马赛”、“加州”等18家欧洲水准的高级酒店、2个管弦乐队、1个动物园、1个马戏团、1家台球厅和1家摄影工作室。街道两旁是矿工支木结构的避寒冬舍:242。
共和国企业向国库纳税，国库的资金用于维护当地教堂、公眾浴場和医院等公共设施，以及支付公務員的工资:241–2。采金团体成员平等出资，购置家具、马匹等作业资料，矿工日薪3至5卢布，包食包宿，所得利润平分。亦有发掘后根据矿坑金砂产量再决定是否出售的。
赤塔赌场被当地人戏称为“蒙特卡罗”，矿工在单张赌桌上输掉赌注的最高记录是4000卢布:242。女性不被允许进入共和国境内，因此性产业在热尔图加河对岸发展。1885年后有少数矿工的女性家眷获准定居:239–41。

## 人口

### 族裔
据俄财政部编《满洲通志》记载，老沟金矿全盛时，矿工达1.5万人，其中有俄国人9000人，包括哥萨克、礦工等工人、来自尼布楚和库页岛等地的逃犯、退役军官、传教士、外貝加爾的旧礼仪派教徒、商人、西伯利亚原住民和流民等，其余为中國人、鄂伦春人、朝鲜人、德意志人、法國人、美國人、犹太人和波蘭人等:137。其他的一些数据则表示最多有1.2万名矿工或2万名矿工。受俄国人雇佣的中国矿工主要是来自瑷珲、海参崴、恰克图、伯力等地的山东人和直隶人。

### 语言
常用语言为恰克图语、俄语和汉语，语言不通时可使用手势和符号:137。

### 职业
热尔图加的人口按职业分为几类:137–8：
- 第一大类：工人，主要是矿工。
- 第二大类：酒贩，出售伏特加等酒类。由于醉酒矿工之间经常发生打斗，矿坑50俄里范围内禁止饮酒，后来规定为25俄里。
- 第三大类：商人。商人进一步分为临时商人和永久商人，后者最多有300人。商人大多数是摩洛肯派教徒、旧礼仪派教徒和犹太人，早期还包括哥萨克。商人通常不允许出售酒类，一些商人在矿井附近购买土地，并将他们的雇员伪装成矿工，秘密用稀释的伏特加换取黄金。

清政府和来访的法国旅行者称共和国境内有红胡子:138。

## 文化
热尔图加共和国的建筑为欧式风格，其中娱乐场所多为宽敞的木造洋房。

## 宗教
热尔图加共和国建有东正教教堂，配有风琴颂祷等宗教活动。

## 卫生
热尔图加共和国建有医院，包括病房、诊查室、药房、厨房等。
坏血病和斑疹傷寒在矿区有流行:138–9。

## 覆灭
中俄伊犁交涉和中法战争爆发后，清政府为防止南北受敌，决定通过交涉的方式和平解决俄人开采漠河黄金问题。清政府制定了通过交涉和武力驱逐的总方针，即一方面，通过交涉，使俄收回过江俄人；另一方面整顿军备，准备以武力驱逐。
1885年6月，在清政府多次警告下，俄国阿穆尔总督科尔发出通告令俄人撤回，但仍有俄人继续开采。1886年9月1日，清政府调集官兵，迫使采金俄人纷纷出山，返回俄境。清军将热尔图加700余座房屋，500余所地窖全部捣毁。此后，一些俄国人乘清军防备松懈，再度潜入矿区，在多次清剿收效不大的情况下，清军迅速增兵，分三路进剿，俘获俄人343人，然后将其押解出山，交与俄方边防关卡接收。至此，热尔图加共和国彻底灭亡。

## 评价
《东方杂志》高度评价热尔图加共和国“其广轮不让瑞士，又何不可为共和之基乎”，视为一次对民主共和的实践。
一些欧洲学者将其视为一次“最奇妙的共产主义试验”。